# Rajd Włoch 1995
Rajd San Remo 1995 (37. Rallye Sanremo - Rallye d'Italia) – ósma runda eliminacji Dwulitrowego Rajdowego Pucharu Świata w roku 1995, który odbył się w dniach 8-12 października. Bazą rajdu było miasto Sanremo.

## Wyniki końcowe rajdu
| Msc.                   | Kierowca               | Pilot                   | Samochód                | Czas                   | Strata                 | Grupa                  |                        |
| Klasyfikacja generalna | Klasyfikacja generalna | Klasyfikacja generalna  | Klasyfikacja generalna  | Klasyfikacja generalna | Klasyfikacja generalna | Klasyfikacja generalna | Klasyfikacja generalna |
| ---------------------- | ---------------------- | ----------------------- | ----------------------- | ---------------------- | ---------------------- | ---------------------- | ---------------------- |
| 1                      | Piero Liatti           | AleSsandro Alessandrini | Subaru Impreza 555      | 5:33:25                | 0.0                    | A8                     |                        |
| 2                      | Adnrea Dallavilla      | Danilo Fappani          | Toyota Celica GT-Four   | 5:34:45                | +1:20                  | A8                     |                        |
| 3                      | Franco Cunico          | Stefano Evangelisti     | Ford Escort RS Cosworth | 5:38:23                | +4:58                  | A8                     |                        |
| 4                      | Miki Biasion           | Tiziano Siviero         | Subaru Impreza 555      | 5:38:55                | +5:30                  | A8                     |                        |
| 5                      | Giuseppe Grossi        | Antonio Borri           | Toyota Celica Turbo 4WD | 5:44:07                | +10:42                 | A8                     |                        |
| 6                      | Gustavo Trelles        | Jorge Del Buono         | Subaru Legacy RS        | 5:45:15                | +11:50                 | A8                     |                        |
| 7                      | Vanio Pasquali         | Luciano Tedeschini      | Subaru Impreza 555      | 5:50:25                | +17:00                 | A8                     |                        |
| 8                      | Freddy Loix            | Sven Smeets             | Opel Astra GSi 16V      | 5:53:51                | +20:26                 | A7                     |                        |
| 9                      | Eugenio Mannarino      | Daniele Vernuccio       | Toyota Celica Turbo 4WD | 5:57:23                | +23:58                 | A8                     |                        |
| 10                     | Paolo Andreucci        | Simona Fedeli           | Peugeot 306 S16         | 6:00:51                | +27:26                 | A7                     |                        |
| 2L WRC                 |                        |                         |                         |                        |                        |                        |                        |
| 1. (8.)                | Freddy Loix            | Sven Smeets             | Opel Astra GSi 16V      | 5:53:51                | 0.0                    | A7                     |                        |
| 2. (10.)               | Paolo Andreucci        | Simona Fedeli           | Peugeot 306 S16         | 6:00:51                | +7:00                  | A7                     |                        |
| 3. (11.)               | Piergiorgio Deila      | Pierangelo Scalvini     | Renault Clio Williams   | 6:01:54                | +8:03                  | A7                     |                        |